# Modena (cognome)
Modena è un cognome di lingua italiana.

## Varianti
Modenato, Modenese, Modenesi, Modona, Modonese, Modonesi, Modoni, Modonutti, Modonutto.

## Origine e diffusione
Cognome tipicamente settentrionale, è presente prevalentemente in Emilia.
Potrebbe derivare dal toponimo Modena o dalla radice prelatina mott-, "altura", risultando quindi affine al cognome Motta.
Le varianti Modenato e Modonutto sono venete.

## Persone
- Giacomo Modena (1757-1841)  attore teatrale italiano
- Giuseppina Modena, detta Mamma Togni (1903-1988) – partigiana italiana
- Gustavo Modena (1803-1861) – attore teatrale e patriota italiano, figlio di Giacomo
- Leone Modena (1571-1648) – rabbino italiano